# Kiss Margit (kosárlabdázó)
Kiss Margit, Móricz Gáborné (Székesfehérvár, 1947. június 12. –) négyszeres válogatott kosárlabdázó.

## Élete
1947. június 12-én született Székesfehérvárott, Kiss Lipót és Lambert Irén gyermekeként. 1965-ben érettségizett a Hámán Kató Leánygimnáziumban. 1969-ben végzett a Felsőfokú Élelmiszeripari Technikumban, majd 1976-ban a Kertészeti Egyetemen üzemmérnöki diplomát szerzett.
1961 és 1975 között a BEAC kosárlabdázója volt. 1966-ban négy alkalommal szerepelt a válogatottban.
1969-től a Budapesti Likőripari Vállalat illetve 1990-től a Budapesti Likőripari Kft munkatársa volt. 1969 és 1990 között palackozó üzemvezető, 1990-től szervezési és számítástechnikai osztályvezető volt.

## Sikerei, díjai
- Ifjúsági Európa-bajnokság
  - 6.: 1965
- Magyar bajnokság
  - 6.: 1971